# أون ثرو ذا نايت
أون ثرو ذا نايت (بالإنجليزية: On Through The Night)‏ هو الألبوم الأول لفرقة الروك البريطانية ديف ليبارد والذي صدر في 1980. كان الألبوم من إنتاج توم ألوم. وصل الألبوم للمرتبة 15 على لائحة الألبومات في المملكة المتحدة والمرتبة 51 على بيلبورد 200. يبرز الألبوم نسخاً أعيد تسجيلها من «روكس أوف» و«أوفرتشر»، وهما أغنيتان من الاسطوانة المطولة الأصلية المصدرة بشكل مستقل من قبل الفرقة، ذا ديف ليبارد إي.بي.. الأغاني الأخرى هي نسخ معاد تسجيلها من أولى الأغاني التجريبية، التي ظهرت بعضها في الإصدارين غير الرسميين فيرست سترايك ووورتشايلد. حصل الألبوم على شهادة «ذهبي» من رابطة صناعة التسجيلات الأمريكية في 18 نوفمبر 1983 و«بلاتيني» في 9 مايو 1989.
أُصدرت الأغاني «روكس أوف»، و«ويستد»، و«هيلو أميريكا»، و«روك بريغيد» كأغانٍ منفردة. مع ذلك، فإن نسختي «روكس أوف» (بعنوان «غيتشا روكس أوف») و«ويستد» اللتان تظهران في الأغاني المنفردة تسجيلان مختلفان قليلاً عن الإصدارين الموجودين في الاسطوانة الطويلة، وكذلك الأغنية من الوجه الثاني، «هيلو أميريكا». الأغنية المنفردة، «غيتشا روكس أوف» تضمنت الأغنيتين «رايد إنتو ذا سان» و«أوفرتشر».

## الاستقبال
تلقى الألبوم انتقادات إيجابية بالأغلب. نوه ستيف هيوي من أول ميوزيك أن أون ثرو ذا نايت «أنشأ الفرقة كواحدة من الأضواء القائدة للموجة الجديدة لموسيقى الهيفي ميتال البريطانية». بالرغم من ذكره بأن الألبوم «قد يفتقد الإنتاج دقيق التفاصيل وكتابة الأغاني المائلة للبوب لأعمالها اللاحقة، (...) لكن بعض معجبي ليبارد يفضلون هذا الصوت». أشاد الصحفي الكندي مارتن بوبوف بالألبوم لكونه «أحد أذكى وألمع ألبومات الموجة الجديدة لموسيقى الهيفي ميتال البريطانية»، باستحضاره أصوات «أعلام أمثال ثين ليزي، ويو إف أو، وحتى كوين وموت ذا هوبل.» بالنسبة له، كان أون ثرو ذا نايت «نفساً ترحيبياً من الهواء الطلق» من بين الموسيقى المظلمة، و«الثراش»، و«البانك» القادمة من المملكة المتحدة ذلك الوقت. انتقد ديفيد فريك من رولينغ ستون الألبوم بشكل إيجابي في نفس المسار، موضحاً بأنه «لا يظهر فقط احترام الفرقة لكبرائها، بل حذوها لنظائرها من الموجة الجديدة أيضاً.» ذكر أيضاً بأن «عزف بيت ويليس وستيف كلارك صريح وواضح، بتمسكهما بترتيبات بوب محكمة ذات ثلاث دقائق»، وأن ذلك يقود المغني جو إليوت «للعويل بروعة بفحوى رنانة، محصناً بانسجامات مساعدة وإنتاج توم ألوم الساحق»، وختم كلامه بأن الفرقة «عرضت حكمة تفوق عمرها» بمزجها اللحن بالثقل، وابتكارها ألبوماً «مبهراً للغاية بالنسبة لفرقة تطلق إصدارها الأول». نوه نقد طاقم سبوتنيك ميوزك على أن «صورة الرجل العادي من الطبقة المتوسطة» لحركة «الموجة الجديدة لموسيقى الهيفي ميتال البريطانية لعبت دوراً جزئياً في جعل ديف ليبارد واحدة من قادتها». ذُكر أيضاً أن طموح الفرقة «لن يسمح [لها] بأن تضيق نظرتها»، لكن النقد خُتم بأن أون ثرو ذا نايت «يمكن تصنيفه كنامٍ من ألبوم حيث أن العناصر الأكثر سطحية التي قد تتقرب للجو السائد ستشتت بادئ الأمر بعض المستمعين عما هو واقعاً أداء موسيقي محكم وصوتي بشكل مدهش».

## قائمة الأغاني
| 1. | "روك بريغيد"                   | ريك سافج، ستيف كلارك، جو إليوت | 3:09 |
| 2. | "هيلو أميريكا"                 | سافج، كلارك، إليوت             | 3:27 |
| 3. | "سورو إز أ وومان"              | سافج، كلارك، بيت ويليس، إليوت  | 3:54 |
| 4. | "إت كود بي يو"                 | ويليس، إليوت                   | 2:33 |
| 5. | "ساتيلايت"                     | سافج، كلارك، ويليس، إليوت      | 4:28 |
| 6. | "وين ذا وولز كيم تاملينغ داون" | كلارك، إليوت، أندرو سميث       | 4:44 |

| 7.  | "ويستد"            | كلارك، إليوت              | 3:45 |
| 8.  | "روكس أوف"         | ويليس، سافج، كلارك، إليوت | 3:42 |
| 9.  | "إت دونت ماتر"     | ويليس، إليوت، كلارك       | 3:21 |
| 10. | "أنسر تو ذا ماستر" | ويليس، كلارك، سافج، إليوت | 3:13 |
| 11. | "أوفرتشر"          | سافج، كلارك، ويليس، إليوت | 7:44 |

## طاقم العمل

### ديف ليبارد
- جو إليوت - الغناء الرئيسي
- ستيف كلارك - الإيتار الرئيسي والإيقاعي
- بيت ويليس - الإيتار الرئيسي والإيقاعي
- ريك سافج - غيتار البيس
- ريك ألين - الطبول

### موسيقيون إضافيون
- كريس م. هيوز - سنثسيزر في «هيلو أميريكا»
- ديف كوزنز - الغناء في «وين ذا وولز كيم تامبلينغ داون»

### الإنتاج
- (كولونيل) توم ألوم - منتج
- لويس «سنوك» أوستن - مهندس الصوت
- ديك بلانت - مهندس الصوت
- ألان شميدت - العمل الفني

## اللوائح
| العام | اللائحة                            | المركز |
| ----- | ---------------------------------- | ------ |
| 1980  | لائحة الألبومات في المملكة المتحدة | 15     |
| 1980  | بيلبورد 200 (الولايات المتحدة)     | 51     |

| العام | الأغنية        | اللائحة                                   | المركز |
| ----- | -------------- | ----------------------------------------- | ------ |
| 1979  | "ويستد"        | لائحة الأغاني المنفردة في المملكة المتحدة | 61     |
| 1980  | "هيلو أميريكا" | لائحة الأغاني المنفردة في المملكة المتحدة | 45     |

## الشهادات
| البلد            | المنظمة  | العام | المبيعات              |
| الولايات المتحدة | ر.ص.ت.أ. | 1989  | بلاتيني (+ 1,000,000) |
| كندا             | ر.ص.ت.ك  | 1991  | بلاتيني (+ 100,000)   |

## روابط خارجية
- أون ثرو ذا نايت على موقع أول موفي (الإنجليزية)